# Cradle to the Grave
Cradle to the Grave è un singolo del gruppo hip hop statunitense Thug Life, registrato insieme al rapper Tupac Shakur e pubblicato nel 1994. Il brano è stato estratto dall'album Thug Life: Volume 1.

## Tracce
1. Cradle to the Grave (Moe-Z Radio Version)
2. Cradle to the Grave (Moe-Z Clean Version)
3. Cradle to the Grave (Moe-Z Album Version)
4. Cradle to the Grave (Moe-Z Instrumental)
5. Shit Don't Stop (feat. Y?N-Vee)
6. Cradle to the Grave (Professor Jay & Syke Version)
7. Cradle to the Grave (Madukey Mix)
8. Cradle to the Grave (Madukey Mix Instrumental)